# Tiger Bay
Tiger Bay ist ein britischer Spielfilm aus dem Jahr 1959. Alternativtitel ist Ich kenne den Mörder.

## Handlung
Im Hafenviertel von Cardiff, auch Tiger Bay genannt: Nach der Fahrt auf einem Handelsschiff macht sich der junge polnische Seemann Bronek Korchinsky mit der Heuer in der Tasche sehnsüchtig auf den Weg zur Wohnung seiner Freundin Anya, einer Exilpolin. Überraschenderweise wohnt dort aber nicht mehr Anya, sondern ein Mädchen namens Christine. Vom Vermieter erhält Bronek die neue Adresse von Anya, bezahlt sogar noch die rückständige Miete, obwohl er dafür immer Geld an seine Freundin geschickt hatte. Die neue Adresse ist für den jungen Seemann umständlich zu finden, da das Haus etwas abseits liegt und er nicht so gut lesen kann. Es hilft ihm die elfjährige Gillie, ein Wildfang; sie spielt bevorzugt mit Jungen, schwindelt viel und spielt ihre Streiche. Gillie ist Waise und wohnt ebenfalls im besagten Haus mit ihrer Tante. Bei Anya angekommen, muss Korchinsky feststellen, dass sie einen neuen Freund hat und ihm den Laufpass geben will. Während des heftigen Streits, bei dem Bronek handgreiflich wird, holt Anya einen Revolver aus der Schublade; er gelangt an die Waffe und erschießt sie. Zeugin des Mordes wird Gillie, die die Tat durch den Briefschlitz in der Wohnungstür beobachtet hat. Korchinsky legt die Waffe im Treppenhaus hinter einem Gaszähler ab. Gillie, die sich dort versteckt hielt, nimmt die Waffe an sich und wird dabei von Korchinsky entdeckt. Bevor er etwas unternehmen kann, wird er vom eben ankommenden Barclay, dem neuen Liebhaber Anyas, gestört und läuft aus dem Haus. Barclay entdeckt die Leiche, stiehlt sich aber davon, da er verheiratet ist und um seine Reputation fürchtet. Schließlich findet eine Nachbarin die Leiche.
Da Gillie noch kurz vor der Tat die ganze Nachbarschaft mit ihrer Knall-Bombe ärgerte, fielen die Schüsse nicht weiter auf.
Kommissar Graham von der herbeigerufenen Polizei befragt die Hausbewohner, Mrs. Phillips sowie Gillie. Diese verschweigt aber ihr Wissen um den Täter.
Korchinsky ist inzwischen in einer benachbarten Kirche, wo gerade eine Hochzeit stattfindet. Nun taucht dort – verspätet – auch Gillie auf. Sie singt im Kirchenchor. Da Gillie beim Nachbarsjungen Dai Parry mit dem Revolver Eindruck schinden will, schenkt sie ihm die letzte Patrone aus der Waffe. Bronek wartet bis alle, bis auf Gillie, die Kirche verlassen haben. Sie will die Waffe im Kirchturm verstecken. Bronek stellt sie. Gillie bedroht ihn zunächst mit der Waffe und Bronek nimmt sie ihr ab. Doch Gillie beginnt wunderschön zu singen. Bronek, der mittlerweile von seinem Gewissen geplagt ist und betet, ist tief berührt. Beide beginnen Sympathie füreinander zu hegen und Korchinsky verspricht der abenteuerlustigen Ausreißerin, sie mit auf See zu nehmen. Doch Gillie ist nach wie vor eine Gefahr für ihn, und so bringt er sie aufs Land, wo sich in einer Ruine versteckt. Währenddessen sucht Bronek nach einer Fluchtmöglichkeit mit einem Schiff im Hafen.
Dai Parrys Mutter hat mittlerweile die Revolverpatrone gefunden und informiert die Polizei, die die Fahndung nach Gillie einleitet. Korchinsky, der sich in einer Seefahrerkneipe nach demnächst auslaufenden Schiffen erkundigt und dort in einem Nebenraum den Revolver versteckt, erfährt davon durch eine Radiodurchsage.
Graham vernimmt nun auch Barclay und konfrontiert ihn mit der schnell aufgefundenen Tatwaffe, die ihm gehört. Barclay wird aber entlastet, als die Polizei die Identität Korchinskys herausfindet.
Korchinsky hat schließlich mit Hilfe von Schmiergeld ein Schiff gefunden und geht ohne Gillie, die inzwischen in ihrem Versteck von Passanten eingefangen und der Polizei übergehen wurde, an Bord. Es muss jetzt Korchinsky nur noch gelingen, die Drei-Meilen-Zone zu erreichen, denn ab dort wäre er außerhalb des Machtbereichs der Polizei, die ihn dann nicht mehr festnehmen dürfte. Doch die Polizisten samt Gillie gehen mit einem Lotsenboot längsseits des venezolanischen Frachters und suchen den Kapitän auf. Dieser ist wegen der Verzögerung verärgert, und behauptet, man befinde sich schon außerhalb der Küstengewässer. Gillie hat sich bei einer Tatrekonstruktion zuvor verplappert, indem sie Korchinskys polnische Sprache während des Streits erwähnte. Sie leugnet weiterhin, Korchinsky zu kennen, will sich verstecken und stürzt dabei über Bord. Korchinsky wird Zeuge des Unglücks und springt nach kurzem Zögern hinterher, um sie zu retten. Kommissar Graham kann Bronek, obwohl dieser sich zunächst sträubt, aus dem Wasser ziehen und festnehmen. Die Fluchtmöglichkeit ist beendet, aber Graham erkennt immerhin Korchinskys tapferen Einsatz als Lebensretter an.

## Hintergrund
Haley Mills ist die Tochter von John Mills. In Tiger Bay gab sie im Alter von zwölf Jahren ihr Kinodebüt. Für den deutschen Schauspieler Horst Buchholz bedeutete dieser Film den internationalen Durchbruch.
Tiger Bay weist inhaltlich einige Parallelen zu dem britischen Kriminalfilm Ein Kind war Zeuge von 1952 auf.

## Synchronisation
Die deutsche Synchronbearbeitung entstand 1959 bei der Rank Film Synchronproduktion Hamburg. Das Dialogbuch verfasste Erika Streithorst, Synchronregie führte Edgar Flatau. Das DEFA-Studio für Synchronisation Berlin produzierte 1986 für das Fernsehen der DDR eine eigene Synchronfassung – Dialog: Klaus Wolf, Regie: Wolfgang Thal
| Rolle                    | Darsteller         | Synchronsprecher (BRD) | Synchronsprecher (DDR) |
| ------------------------ | ------------------ | ---------------------- | ---------------------- |
| Korchinsky               | Horst Buchholz     | Horst Buchholz         | Henry Hübchen          |
| Gillie                   | Hayley Mills       | Marion Hartmann        | Vivien Maxheimer       |
| Kommissar Graham         | John Mills         | Ullrich Haupt          | Arno Wyzniewski        |
| Barclay                  | Anthony Dawson     | Wolfgang Engels        | Werner Ehrlicher       |
| Mr. Phillips             | Megs Jenkins       | Ursula Grabley         | Hannelore Fabry        |
| Anya                     | Yvonne Mitchell    | Inge Stolten           | Lilo Grahn             |
| Christine                | Shari              | Margret Neuhaus        | Ingrid Schwienke       |
| George Williams          | Meredith Edwards   | Walter Klam            | Horst Kempe            |
| Mr. Morgan               | E. Eynon Evans     | Heinz Piper            |                        |
| Dai Parry                | Brian Hammond      | Rainer Erhardt         |                        |
| Chorleiter               | Kenneth Griffith   | Herbert Asmis          | Franz Viehmann         |
| Dr. Das                  | Marne Maitland     | Wolf Rahtjen           | Peter Hladik           |
| Inspektor Bridges        | Christopher Rhodes | Berndt Werner          | Werner Senftleben      |
| Kapitän der „Paloma“     | George Pastell     | Kurt A. Jung           | Peter Tepper           |
| Sergeant Harvey          | George Selway      | Friedrich Schütter     | Thomas Kästner         |
| 1. Offizier der „Paloma“ | Paul Stassino      | Rolf Mamero            | Michael Telloke        |
| Mrs. Williams            | Marianne Stone     | Katharina Treller      |                        |
| Mrs. Parry               | Rachel Thomas      | Hela Gruel             |                        |
| Constable Thomas         | Edward Cast        | Willy Witte            | Dieter Memel           |
| Polizist                 | David Davies       | Rudolf Fenner          | Detlev Witte           |

## Kritiken
„Sicher gemachter Erfolgsfilm, in dem Horst Buchholz, der einen polnischen Seemann spielt und im Affekt zum Mörder wird, und Yvonne Mitchell, die schon einmal in Berlin für ihre Rolle in dem Film ‚Die Frau im Morgenrock‘ einen Preis erhielt, sich gegenseitig zu schönen schauspielerischen Leistungen anfeuern. Ein kleines Mädchen, Hayley Mills aber, die das Schauspielerblut ihres Vaters John Mills geerbt hat – er spielt den Inspektor in dem Reißer – fasziniert so sehr mit ihren bezaubernden Kinderaugen und ihrem lebhaften Spiel, daß das Publikum mit ihr das Entkommen des Mörders wünschte und gerührt war, wo es hätte entrüstet sein müssen.“

„Ungemein spannend entwickelter Kriminalfilm mit melodramatischen Akzenten; hervorragend in der Charakterzeichnung, außergewöhnlich intensiv gespielt.“

## Auszeichnungen
- Hayley Mills erhielt auf der Berlinale 1959 einen Silbernen Bären als Sonderpreis für ihre außergewöhnliche schauspielerische Leistung.
- Hayley Mills erhielt 1960 einen British Film Academy Award als vielversprechendste junge Schauspielerin.